# 京兆郡 (僑郡)
京兆郡（僑郡），東晉在今湖北襄陽設立的僑郡。

## 建置沿革
自關中失陷後，東晉設立京兆僑郡，寄治在荊州襄陽（今湖北襄陽西北），太元四年（379年）前秦攻破襄陽而消失。太元十一年（386年）復置京兆僑郡，受將軍府管轄，下轄藍田、鄭、池陽、南霸城、新康5僑縣。永初元年（420年）改屬雍州。大明元年（457年）實行土斷，割襄陽西界為實土，廢盧氏、藍田、霸城3僑縣，下領鄧縣及杜、新豐2僑縣。蕭齊時增領魏1僑縣。永泰元年（497年）元魏攻陷沔北一帶，京兆郡隨之而沒。

## 其他同名京兆僑郡

### 北京兆郡
義熙十三年（417年）正月，東晉太尉劉裕到達長安，略定關中，在原京兆郡地內加「北」置北京兆郡，以與在襄陽的京兆僑郡區別，下轄長安、藍田、鄭3縣，同年十一月劉裕班師東歸，留下年僅十一歲的次子劉義真鎮守長安，次年十一月，胡夏赫連勃勃攻陷關中，北京兆郡隨著領土失陷而消失。後於劉宋景平年間（423-424）復置，下轄北藍田、霸城、山北3僑縣。大明元年（457年）實行土斷後廢。

### 東京兆郡
義熙十二年（416年）十月，劉裕收復洛陽，河南抵定。置東京兆郡，寄治滎陽（今河南滎陽），下領長安、萬年、新豐、藍田、蒲坂5縣。景平元年（423年）隨著北魏攻陷司州而消失。

### 西京兆郡
東晉末三輔流民出漢中，於元嘉二年（425年）八月僑置西京兆郡，寄治漢中（今陝西漢中），下領藍田、杜、鄠3僑縣。蕭齊時改稱京兆郡，下領藍田、杜、鄠3僑縣。後來地入北魏。

### 引用
1. ↑  《宋書》卷37〈州郡志三·京兆太守〉。
2. ↑  《南齊書》卷15〈州郡志下·雍州京兆郡〉。
3. ↑  《南齊書》卷51〈崔慧景傳〉：「〔建武〕冬，虜主攻沔北五郡，假慧景節，率眾二萬，騎千匹，向襄陽。雍州眾軍竝受節度。永泰元年，慧景至襄陽，五郡已沒。」
4. ↑  《中國行政區劃通史·三國兩晉南北朝卷》下冊，第836頁。
5. 1 2 3  《中國行政區劃通史·三國兩晉南北朝卷》下冊，第1564-1565頁。
6. ↑  《宋書》卷37〈州郡志二·司州刺史〉：「武帝北平關、洛，河南底定，置司州刺史，治虎牢，……又有河內、東京兆二僑郡。……東京兆寄治滎陽，領長安、萬年、新豐、藍田、蒲阪凡六縣。……少帝景平初，司州復沒北虜。」
7. ↑  《宋書》卷5〈文帝紀〉：「（元嘉二年）秋八月甲申，以關中流民出漢川，置京兆、扶風、馮翊等郡。」；卷37〈州郡志三·西京兆太守〉：「西京兆太守，晉末三輔流民出漢中僑立。領縣三。」
8. ↑  《南齊書》卷15〈州郡志下·秦州京兆郡〉。

### 來源
書籍
- 沈約，《宋書》，維基文庫
- 蕭子顯，《南齊書》，維基文庫
- 胡阿祥 等，《中國行政區劃通史·三國兩晉南朝卷》，上海：復旦大學出版社